# Headlines and Deadlines – The Hits of a-ha
Pour les articles homonymes, voir Headlines.
Headlines and Deadlines – The Hits of a-ha est une compilation de 16 titres du groupe a-ha, recouvrant une période qui s'étend de 1984 à 1990. L'album est sorti le 4 novembre 1991 en France. La VHS et le DVD du même nom incluent 17 vidéos sur les éditions VHS et un titre en plus sur les éditions DVD.

## Titres de l'album
| 1.    | Take on Me                    | Pål Waaktaar, Magne Furuholmen, Morten Harket | 3:48 |
| 2.    | Cry Wolf                      | Pål Waaktaar, Magne Furuholmen                | 4:08 |
| 3.    | Touchy!                       | Pål Waaktaar, Magne Furuholmen, Morten Harket | 4:38 |
| 4.    | You Are the One (Remix)       | Pål Waaktaar, Magne Furuholmen                | 3:47 |
| 5.    | Manhattan Skyline             | Pål Waaktaar, Magne Furuholmen                | 4:50 |
| 6.    | The Blood that Moves the Body | Pål Waaktaar                                  | 4:06 |
| 7.    | Early Morning                 | Pål Waaktaar, Magne Furuholmen                | 2:59 |
| 8.    | Hunting High and Low (Remix)  | Pål Waaktaar                                  | 3:48 |
| 9.    | Move to Memphis               | Pål Waaktaar, Magne Furuholmen                | 4:18 |
| 10.   | I've Been Losing You          | Pål Waaktaar                                  | 4:27 |
| 11.   | The Living Daylights          | Pål Waaktaar, John Barry                      | 4:16 |
| 12.   | Crying in the Rain            | Howard Greenfield, Carole King                | 4:25 |
| 13.   | I Call Your Name              | Pål Waaktaar, Magne Furuholmen                | 4:53 |
| 14.   | Stay on These Roads           | Pål Waaktaar, Magne Furuholmen, Morten Harket | 4:47 |
| 15.   | Train of Thought (Remix)      | Pål Waaktaar                                  | 4:17 |
| 16.   | The Sun Always Shines on T.V. | Pål Waaktaar                                  | 5:06 |
| 68:34 |                               |                                               |      |

Note: Early Morning & Train Of Thought (Remix), ne sont pas inclus sur les éditions vinyles.

## VHS & DVD
1. "Introduction"
2. "Take On Me"
3. "Cry Wolf"
4. "Touchy"
5. "You Are the One" (Remix)
6. "Manhattan Skyline"
7. "The Blood That Moves the Body"
8. "There's Never a Forever Thing"
9. "Early Morning"
10. "Hunting High and Low"
11. "I've Been Losing You" (Live at NRK)
12. "Crying in the Rain"
13. "I Call Your Name"
14. "Stay on These Roads"
15. "Sycamore Leaves"
16. "Train of Thought"
17. "The Sun Always Shines on T.V."
18. "Move to Memphis" (non inclus sur les editions VHS)